# Anderson (Texas)
Anderson es una ciudad ubicada en el condado de Grimes en el estado estadounidense de Texas. En el Censo de 2010 tenía una población de 222 habitantes y una densidad poblacional de 166,76 personas por km².

## Geografía
Anderson se encuentra ubicada en las coordenadas 30°29′12″N 95°59′25″O / 30.48667, -95.99028. Según la Oficina del Censo de los Estados Unidos, Anderson tiene una superficie total de 1.33 km², de la cual 1.33 km² corresponden a tierra firme y (0.39%) 0.01 km² es agua.

## Demografía
Según el censo de 2010, había 222 personas residiendo en Anderson. La densidad de población era de 166,76 hab./km². De los 222 habitantes, Anderson estaba compuesto por el 62.16% blancos, el 34.23% eran afroamericanos, el 0.9% eran amerindios, el 0% eran asiáticos, el 0% eran isleños del Pacífico, el 0.9% eran de otras razas y el 1.8% pertenecían a dos o más razas. Del total de la población el 3.15% eran hispanos o latinos de cualquier raza.